# Tran

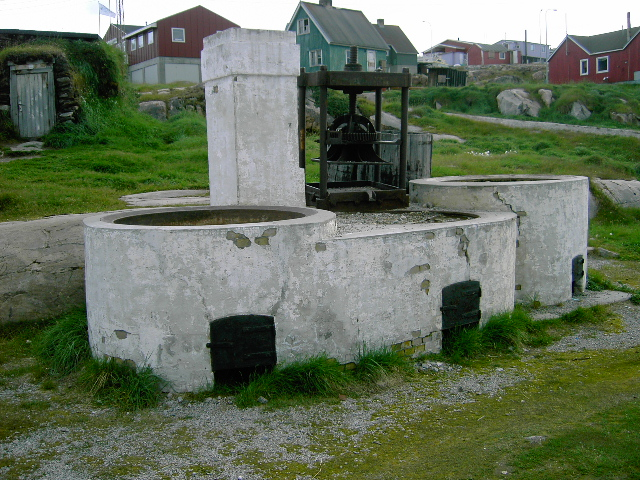
Alte Trankessel zum Ausschmelzen von Walfett in Ilulissat, Grönland

Allgemeine chemische Struktur der Triglyceride von Tran. Darin sind R^{1}, R^{2} und R^{3} Alkylreste oder Alkenylreste mit einer meist ungeraden Anzahl von Kohlenstoffatomen. Tran ist wie andere Fette und Öle ein Gemisch verschiedener Triester des Glycerins.

Tran (von frühneuhochdeutsch fischtran, von mittelniederdeutsch trān, verwandt mit mittelhochdeutsch trahan ‚Tropfen‘ und „Träne“), auch Polaröl oder Fischöl genannt, ist ein aus dem Fettgewebe von Meeressäugern wie Walen und Robben, dem sogenannten Blubber, und von Fettfischen durch Erhitzen, Auspressen, Ausschmelzen oder einfaches Ausklopfen gewonnenes Öl. Wie andere Fette und Öle zählt Tran zur Gruppe der Triglyceride, ist also ein Triester des Glycerins.

## Gewinnung und Verwendung

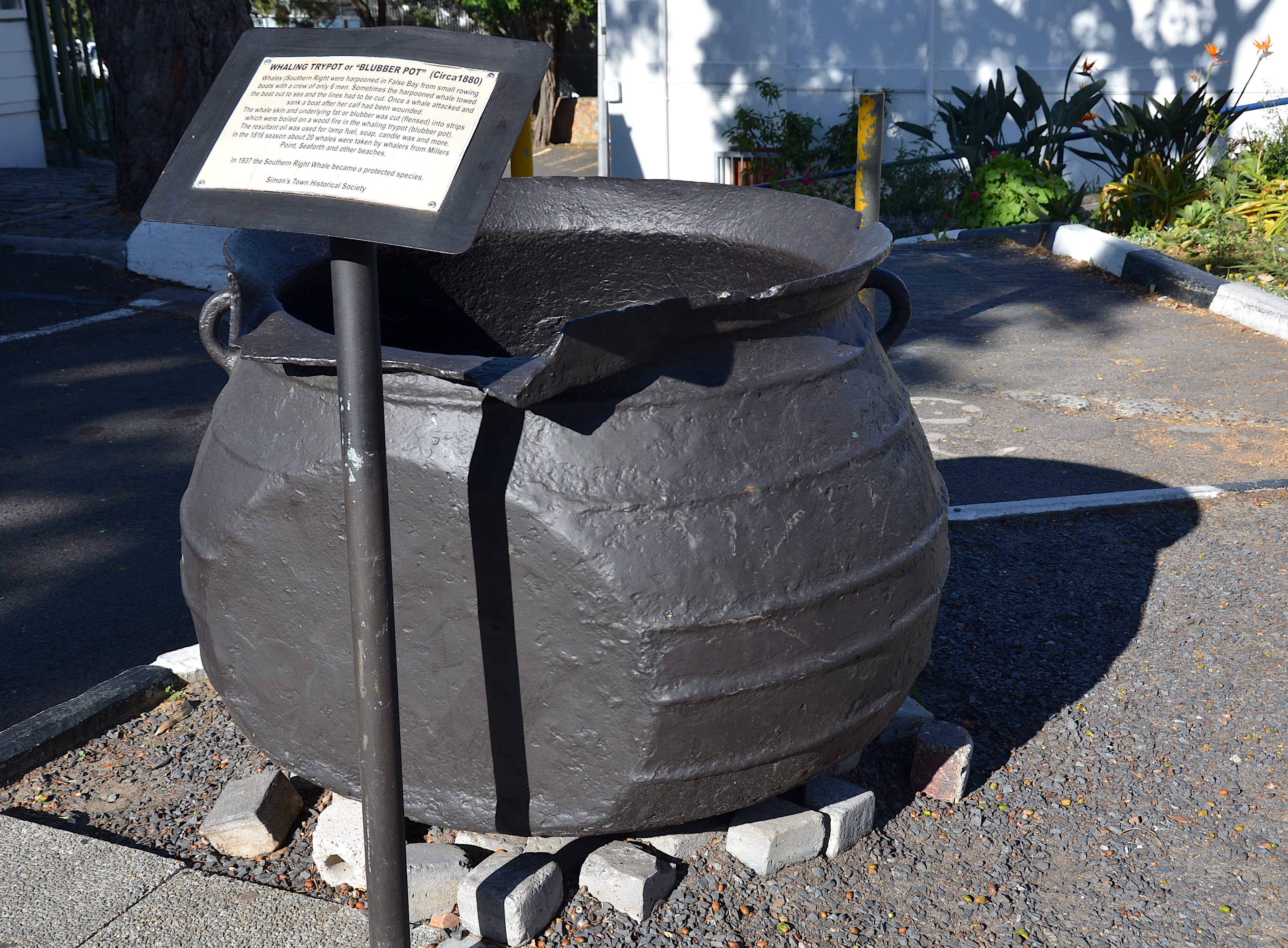
Ein Trankessel (Try pot oder Blubber Pot) zum Ausschmelzen von Walfett in Simon’s Town, Südafrika

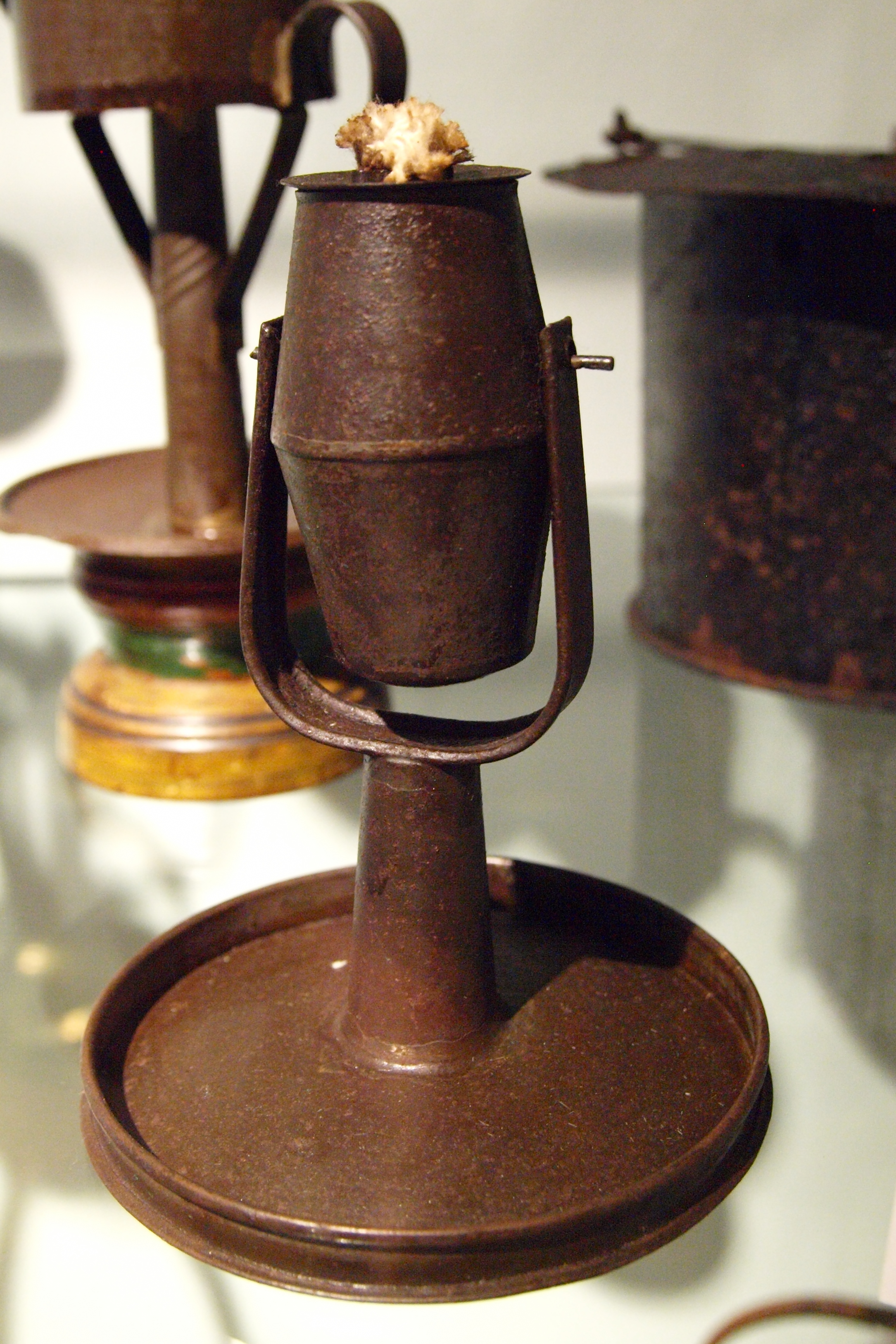
Tranlampe aus dem 18./19. Jahrhundert

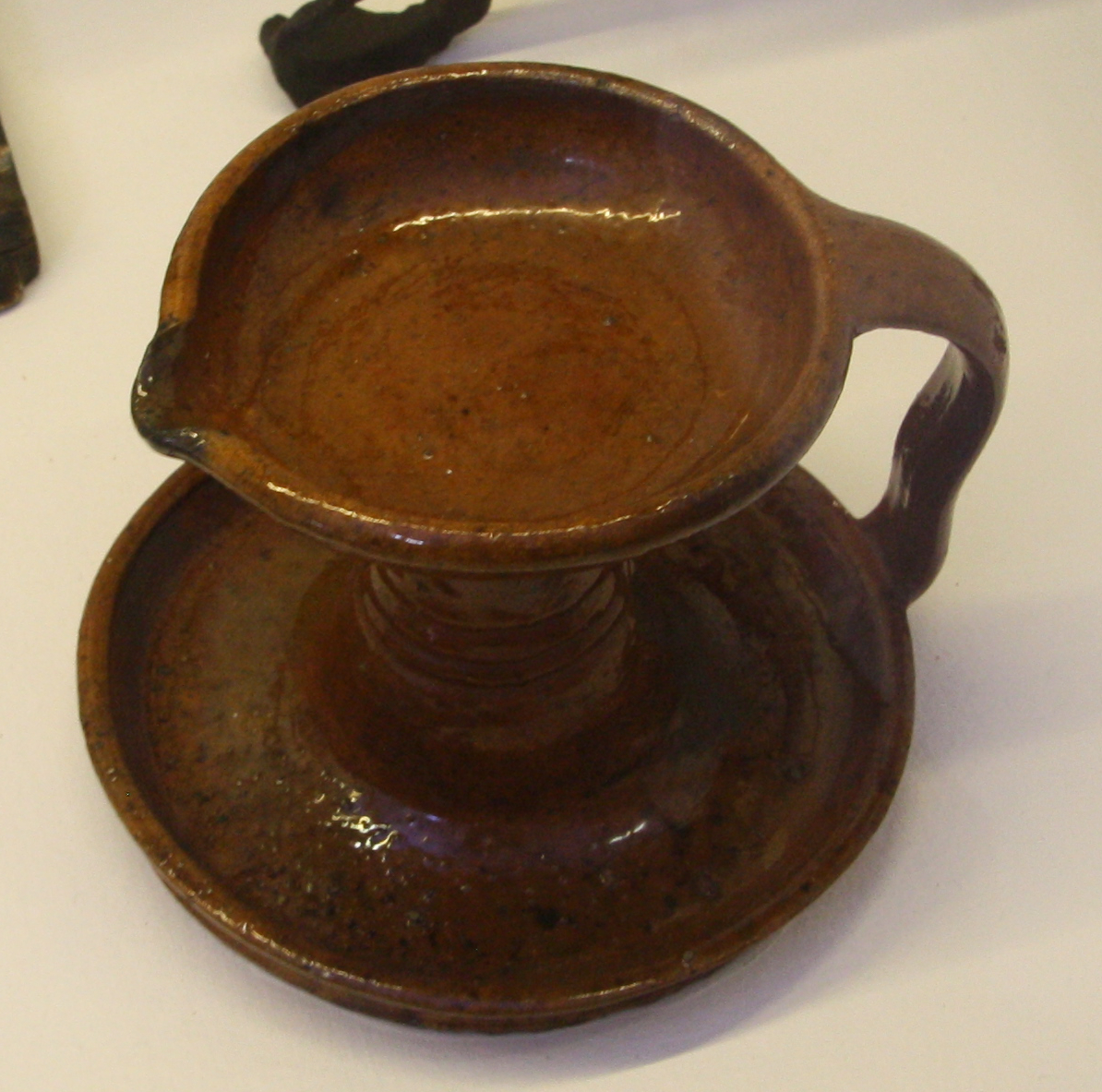
Einfache schwedische Tranlampe aus braunglasierter Tonware aus dem 19. Jahrhundert

Der durch das Auskochen von zerstückeltem Walspeck gewonnene Waltran wurde bis Anfang des 20. Jahrhunderts als Lampenöl benutzt; er war der erste in großen Mengen verfügbare flüssige Brennstoff und seine Gewinnung war die wirtschaftliche Hauptantriebskraft des Walfangs. Dieser wurde besonders im 17. und 18. Jahrhundert in sehr großem Stil besonders von Seefahrern aus England und den Niederlanden betrieben. Bevorzugte Regionen dafür waren zunächst die Küsten vor Spitzbergen und das Europäische Nordmeer, die zu jener Zeit enorm hohe Bestände an Walen und Robben aufwiesen; nach dem Niedergang der nördlichen Bestände verlagerte sich der Walfang dann immer stärker in die subantarktischen Gewässer des Südatlantiks und Südpazifiks.
Durch Ranzigwerden kann Tran einen unangenehmen Geruch und Geschmack annehmen, während er frisch genießbar ist.
Lebertran wird nicht aus Walen, sondern aus der Leber von Fischen, vor allem dem Dorsch bzw. Kabeljau, gewonnen.
Unten stehendes Bild aus einem Werk des 18. Jahrhunderts zeigt die Zubereitung des Waltrans, wie er an den Küsten des Nordmeers (Grönland, Spitzbergen) verbreitet war. Von den Walfangschiffen werden Speckstücke in Fässern angeliefert (a). Im großen Kupferkessel (b) werden sie erhitzt und zum Kochen gebracht (c), so dass man das Fett mit Löffeln abschöpfen und in den Kanal gießen kann. Dort wird das Fett gesiebt (d) und fließt dann durch mehrere mit Wasser gefüllte Tröge, in denen das Fett abkühlt. Zuletzt wird es vom Küfer in Fässer abgefüllt (e). Gemäß Bildinschrift liefert ein Wal 45 bis 50 Quardeelen Tran, was nach heutigen Maßeinheiten grob 5 Tonnen entspricht.
Auf einigen Inselgruppen, wie den Kerguelen und Südgeorgien, wurden die Kessel teilweise mit Pinguinen beheizt, da Bäume vor Ort Mangelware waren und man die Brennstoffvorräte auf den Schiffen schonen wollte.

## Niedergang der Tranproduktion
Zu Beginn des 19. Jahrhunderts nahm der Ertrag aus dem Walfang deutlich ab, da die Walfanggebiete massiv überfischt worden waren. Die langsame Reproduktionsrate der Wale konnte mit der Fangrate durch die Walfänger nicht mithalten. In den ersten Jahrzehnten des 20. Jahrhunderts diente Tran als Rohstoff zur Margarine-, Kerzen- und Seifenherstellung und als Salbengrundlage für Kosmetika und Pharmazeutika. Als Schmierstoff wurde Waltran noch bis in die 1950er-Jahre verwendet.
Mit dem Aufkommen der Erdölindustrie im späten 19. Jahrhundert wurde der Tran dann zunehmend durch Petroleum ersetzt. Heute sind andere Rohstoffe, überwiegend Pflanzenfette, an seine Stelle getreten. Der Walfang ist heute durch das Internationale Übereinkommen zur Regelung des Walfangs geregelt und in den meisten Staaten verboten.

## Heutige Verwendung von Tran und Fischöl
Fischöl wird verwendet
- als Schmier- und Trennmittel
- als Lederfett bei der Sämischgerbung
- bei der Herstellung von Nahrung für Heimtiere
- als Futtermittel für Nutztiere
- für die Aufzucht in Aquakulturen

## Fischöl als Nahrungsergänzungsmittel
Fischöl wird auch als Nahrungsergänzungsmittel eingesetzt. Es besteht zu etwa 30 bis 35 % aus Omega-3-Fettsäuren. Beim Fischöl sind das die für den Menschen wichtige Docosahexaensäure (DHA) und die Eicosapentaensäure (EPA).
Fischöl wird aus dem Fett von fettreichen Meeresfischen wie etwa Lachs oder Sardellen hergestellt. Teilweise kommen auch Algenöle zum Einsatz, da diese zum Teil einfacher und nachhaltiger in Aquakultur gewonnen werden können als Raubfische.
Ähnliche Öle werden auch aus Antarktischem Krill gewonnen.